# Златиста каракуда
Златната таранка (Carassius carassius), също златиста каракуда, е вид риба от род Каракуди.

## Разпространение
Обитава гьолове, мъртвици, микроязовири, долните и средните течения на реките, блата, езера, язовири, тресавища.

## Описание
Достига размери от дължина 40 см и тегло 2 кг. Тя е златисто оранжева отстрани и понякога медено златно тъмното горе и понякога с карваво-червени перки, но по-често са полупрозрачни. Размножителния сезон е началото на пролетта и е по същото време като това на шарана, сребърната таранка и лина. За разлика от сребърната си роднина, която почти няма мъжки и, когато се опложда от мъжките екземпляри на златната таранка, шарана и лина, се излюпват женски сребърни таранки, при оплождането на златната таранка от други видове се раждат хибриди. Хибридът от сребърната и златната таранка е издръжлив като златната и е активен през зимата като сребърната.
Тя е по-дълга от сребърната таранка и расте по-бавно и затова не е толкова предпочитана. Различава се от шарана по това, че няма мустаци и е по-дълга.